# 林詩遥子
林 詩遥子（はやし しょうこ、1993年8月12日 - ）は、日本の元タレント。かつてスプラウトに所属していた。

## 経歴
1993年8月12日生まれで岐阜県岐阜市出身である。岐阜市立藍川中学校、岐阜県立岐阜高等学校から東京大学文科三類に入学。東京大学文学部思想文化学科美学芸術学専修課程を2016年3月に卒業している。セント・フォースの子会社である芸能事務所スプラウトがマネジメントしていた。2012年11月にミス&ミスター東大コンテスト2012で準ミス東大に選出され、2013年6月に『クイズプレゼンバラエティー Qさま!!』で初めて地上波に出演する。
2016年3月の大学卒業時にスプラウト社と契約を解除。事実上の芸能界引退を表明。卒業後は、資生堂へ就職した。

## 人物
- 身長は163センチメートルで、京都大学卒業で技術研究職の父[4]と研究職を務めた母の一人娘である。
- 作詞と作曲、映画鑑賞、音楽鑑賞、文筆などを趣味とし、ピアノ演奏が得意で絶対音感を生かして楽譜を読まずに楽曲を再現[5]し、ウルフルズを好む[6]と述べている。

- 英語検定は準1級で、TOEICは925点である。
- 東京藝術大学を志望するも、国際関係の仕事やアナウンサー職に就きたいと東京大学へ進路を変更[2]している。
- 日本テレビ系列情報番組「PON!」の2013年度のお天気お姉さんオーディションを受けるも落選している(ちなみに「PON!」の2013年度のお天気お姉さんは知念沙也樺・右手愛美・吉田怜菜の3名)[7]。

## 出演番組

### TV
- WOWOWぷらすと（WOWOW、2013年5月 - ）
- クイズプレゼンバラエティー Qさま!!（テレビ朝日、2013年6月17日・9月2日・9月30日・11月4日・2014年1月27日）
- 笑っていいとも!（フジテレビ、2013年10月25日）
- ペケ×ポン（フジテレビ、2014年3月21日）
- おかえり（J:COMテレビ、2014年4月3日 - ）
- 東京マキタスポーツ（テレビ東京、2014年7月1日 - ）準レギュラー
- チャンネル生回転TV Newsザップ! （BSスカパー!、2014年11月12日）
- 日替わりセントフォース（BSスカパー!、2014年11月12日）
- 週間！大学生活図鑑（BS日テレ、2015年4月2日 - ）準レギュラー

### その他
- gee up sprout (2015年)
- 林修の今でしょ！（NOTTV、2013年9月1日）
- 笑UP!『佛の顔もサンドウィッチマン』（NOTTV、2014年2月3日）